# Palacio de Justicia del Condado de Van Buren (Míchigan)
El Palacio de Justicia del Condado de Van Buren es un edificio gubernamental ubicado en 212 East Paw Paw Street en Paw Paw, una ciudad en el estado de Míchigan (Estados Unidos). Fue designado Sitio Histórico del Estado de Míchigan en 1977 e incluido en el Registro Nacional de Lugares Históricos en 1979. 

## Historia
El condado de Van Buren se planificó originalmente en 1829, y en 1837, la Junta de Supervisores eligió a Paw Paw como sede del condado. La construcción comenzó en este sitio en 1842 y el edificio fue ocupado en 1845. En 1900, se decidió construir un nuevo palacio de justicia para el condado, y los votantes aprobaron una emisión de bonos de 35 000 dólares para este propósito. El palacio de justicia más antiguo se trasladó para acomodar una nueva estructura; el Palacio de Justicia del Condado de Van Buren original ahora sirve como el Ayuntamiento de Paw Paw.
El condado contrató a la arquitecta de Jackson, Claire Allen, para diseñar el edificio, y al contratista George Rickman & Sons para construirlo. La piedra angular se colocó el 2 de septiembre de 1901, y el costo total, incluido el palacio de justicia, la cárcel y el mobiliario, fue de 120 000 dólares. La construcción tomó un año y medio, y el edificio se inauguró el 23 de febrero de 1903.
En 1974, se agregó un anexo para abrir más espacio para oficinas. En 1986 se instaló en la torre un reloj conmemorativo.

## Descripción
El Palacio de Justicia del Condado de Van Buren es una estructura neoclásica rectangular de tres pisos construida de piedra arenisca amarilla con un tejado a cuatro aguas. Una torre neorenacentista rematada con una cúpula se coloca en el centro del edificio. La cúpula y la cornisa principal son de cobre.
El interior es sustancialmente original. La sala del tribunal tiene techos altos y curvos y boiserie oscura, así como candelabros eléctricos construidos para parecerse a los accesorios de gas originales. También hay cuatro grandes murales.